# Scream (película de 2022)
Scream 5 es una película de slasher estadounidense de 2022, dirigida por Matt Bettinelli-Olpin y Tyler Gillett, y escrita por James Vanderbilt y Guy Busick. Es la quinta entrega de la serie de películas Scream. Aunque anunciada como un relanzamiento de la serie de películas, la película es una secuela directa de Scream 4 (2011) y es la primera película de la serie que no está dirigida por Wes Craven, luego de su muerte en 2015. La película está protagonizada por Neve Campbell, Courteney Cox, David Arquette, Melissa Barrera, Jenna Ortega, Mason Gooding, Mikey Madison, Dylan Minnette, Kyle Gallner, Jack Quaid, Jasmin Savoy Brown y Sonia Ammar, junto a Roger L. Jackson, Marley Shelton y Skeet Ulrich quienes repiten sus papeles de entregas anteriores. 
La película tiene lugar veinticinco años después de los asesinatos originales de Woodsboro, cuando aparece otro Ghostface y comienza a asesinar a un grupo de adolescentes que de alguna manera están vinculados a los asesinatos originales. Similar a las entradas anteriores, Scream combina la violencia del género slasher con elementos de comedia negra y del misterio de «whodunit» para satirizar la tendencia de reboots y secuelas heredadas. La película también proporciona comentarios sobre la cultura de los fanáticos del terror, en particular la división entre «terror elevado» y películas clásicas de slasher.
Aunque se discutieron las entregas quinta y sexta de Scream después del lanzamiento de Scream 4 en 2011, Craven, el escritor Kevin Williamson y el productor ejecutivo Harvey Weinstein tenían dudas sobre continuar con más películas luego del rendimiento de taquilla menos de lo esperado de la cuarta película. Después de las acusaciones de agresión sexual contra Weinstein en 2017 y el cierre de The Weinstein Company, Spyglass Media Group obtuvo los derechos de la franquicia Scream en noviembre de 2019, quien confirmó que más adelante se realizaría una nueva película. Al año siguiente, Williamson, que regresaba como productor ejecutivo, confirmó que la película no sería un reinicio y que Radio Silence había sido contratado en marzo de 2020 para dirigir la película. Se confirmó que Campbell y Arquette regresarían más tarde ese mes, y Cox y los nuevos miembros del reparto se unieron a mediados de año. La producción de la película se retrasó debido a la pandemia de COVID-19, por lo que el rodaje se llevó a cabo entre septiembre y noviembre de 2020 en Carolina del Norte. Para evitar filtraciones de la trama, se produjeron numerosas versiones del guion y se filmaron varias escenas adicionales.
Scream fue estrenada en cines en los Estados Unidos el 14 de enero de 2022 por Paramount Pictures, durante la pandemia de COVID-19, recaudando $140 millones en todo el mundo. Fue elogiado por los críticos por honrar el legado de Craven y ofrecer metacomentarios reflexivos sobre películas de terror, y algunos lo calificaron como la mejor de las secuelas de Scream. El desarrollo de una secuela se anunció en febrero de 2022, con fecha de lanzamiento para el 10 de marzo de 2023.

## Argumento
Veinticinco años después de la matanza de Billy Loomis y Stu Macher en Woodsboro, la estudiante de secundaria Tara Carpenter está sola en casa cuando es atacada por Ghostface y hospitalizada.
En Modesto, la hermana mayor de Tara, Samantha Carpenter, es informada del ataque por Wes Hicks, uno de los amigos de Tara. Sam regresa a Woodsboro con su novio Richie Kirsch para visitar a Tara en el hospital, donde Sam se reencuentra con el grupo de amigos de Tara: Wes, Amber Freeman, los gemelos Chad y Mindy Meeks-Martin, y Liv McKenzie. Esa noche, el ex novio de Liv, Vince Schneider, que es sobrino de Stu, es asesinado por Ghostface. Tras un encuentro con Ghostface en el hospital, Sam le cuenta a Tara que ha estado sufriendo alucinaciones con Billy, de quien Sam supo de adolescente que era su padre biológico. El verdadero parentesco de Sam provocó la separación de sus padres, y por eso Sam se distanció de Tara.
Sam y Richie visitan a Dewey Riley, divorciado de Gale Weathers. Le piden ayuda para detener al asesino, y él se pone en contacto con Gale y Sidney Prescott, advirtiéndoles del regreso de Ghostface. Dewey se reúne con ellos en casa de Mindy y Chad y se reencuentra con Martha, la madre de los gemelos y hermana de Randy Meeks. Mindy deduce que el asesino está haciendo una "recuela", utilizando a Tara y sus amigos como la nueva generación y usando la conexión de Sam con Billy como una forma de entrelazar a los personajes del legado. Ghostface asesina entonces a Wes y a su madre, la alguacil Judy Hicks, en su casa. Dewey se reúne con Gale, que ha llegado a la ciudad para cubrir la noticia. En el hospital, Tara y Richie son atacados por Ghostface, pero son salvados por Dewey y Sam. Sam, Tara y Richie escapan, pero Dewey muere cuando intenta acabar con Ghostface.
Sidney llega a la ciudad tras enterarse de la muerte de Dewey y se encuentra con Gale y Sam en el hospital. Sidney le pide a Sam que le ayude a detener al asesino, pero Sam se niega y decide abandonar la ciudad con Richie y Tara. Sidney y Gale siguen al trío a casa de Amber, que se revela como la antigua casa de Stu, donde tuvo lugar la masacre original de Woodsboro. Mientras se celebra una fiesta para honrar la memoria de Wes, Chad y Mindy son atacados por Ghostface. Mientras el grupo de amigos se reúne, Amber saca la pistola de Dewey y dispara a Liv en la cabeza, revelándose como la asesina. Sidney y Gale llegan, y Richie se revela como el cómplice de Amber. Apuñala a Sam, y él y Amber llevan a Sam, Sidney y Gale a la cocina donde Sidney se había enfrentado por primera vez a Billy y Stu.
Richie y Amber revelan que son fans de la serie de películas Puñalada y que se conocieron en Internet. Decepcionados por el desempeño de la última Puñalada 8, deciden embarcarse en una nueva matanza para traer de vuelta al "reparto original" y proporcionar nuevo y mejorado "material de partida" para una futura película de Puñalada, e inculpar a Sam como la asesina. Sam ataca a Richie y Tara ataca a Amber pero queda incapacitada; Richie persigue a Sam mientras Sidney y Gale luchan juntas contra Amber, lo que termina con Gale liberándose y disparando a Amber, que cae sobre una estufa encendida y se prende fuego. Richie persigue a Sam, que ve otra alucinación de Billy, lo que atrae su atención hacia el cuchillo abandonado de Amber. Aceptando su herencia paterna, utiliza el cuchillo para apuñalar a Richie repetidamente y cortarle fatalmente la garganta, antes de dispararle para asegurarse de que está muerto. Amber, horriblemente quemada, intenta atacar de nuevo al grupo, pero Tara la mata de un disparo.
Tara y los gemelos Meeks son cargados en ambulancias para ser llevados al hospital, y Sam agradece a Sidney y Gale su ayuda. Gale promete no escribir un nuevo libro sobre los nuevos asesinatos para no dar notoriedad a los asesinos, optando en su lugar por escribir un homenaje a Dewey. Sam se une a Tara en la ambulancia y los sucesos de la noche son cubiertos en un reportaje.

## Reparto
- Neve Campbell como Sidney Prescott
- Courteney Cox como Gale Weathers
- David Arquette como Dewey Riley
- Melissa Barrera como Sam Carpenter[5]
- Jenna Ortega como Tara Carpenter[5]
- Mikey Madison como Amber Freeman[5]
- Jack Quaid como Richie Kirsch[5]
- Marley Shelton como Judy Hicks
- Mason Gooding como Chad Meeks-Martin[5]
- Jasmin Savoy Brown como Mindy Meeks-Martin[5]
- Dylan Minnette como Wes Hicks[5]
- Sonia Ammar como Liv McKenzie[5]
- Kyle Gallner como Vince Schneider[5]
- Skeet Ulrich como Billy Loomis
- Reggie Conquest como oficial Farney
- Roger L. Jackson como voz de Ghostface
- Heather Matarazzo como Martha Meeks
- Chester Tam como oficial Vinson

James A. Janisse y Chelsea Rebecca del canal de YouTube, Dead Meat aparecen como los anfitriones del canal ficticio de YouTube, Film Fails. Mientras Christopher Speed interpreta a un Randy Meeks de una película dentro de la película Stab.
Los actores anteriores de Scream, Matthew Lillard (Stu), Drew Barrymore (Casey), Jamie Kennedy (Randy), Hayden Panettiere (Kirby), Henry Winkler (Himbry) y Adam Brody (Hoss) brindan voces en off para los asistentes a la fiesta que participan en un brindis por Wes, que se duplicó como tributo a Wes Craven. Los directores Matt Bettinelli-Olpin y Tyler Gillett, la viuda de Craven, Iya Labunka, el guionista anterior de Scream, Kevin Williamson, el compositor anterior, Marco Beltrami, el editor anterior, Patrick Lussier, la coproductora anterior, Julie Plec, y el cineasta Rian Johnson, brindaron voces en off adicionales en el brindis. Lillard también da voz a Ghostface en Stab 8 y Barrymore da voz a la directora de la escuela. Se muestra brevemente una imagen de Panettiere como su personaje de Scream 4, Kirby Reed.

## Producción

### Desarrollo
En 2011, Wes Craven confirmó que fue contratado para trabajar en una quinta y sexta entrega de la franquicia Scream que se realizaría si la cuarta película lograba un lanzamiento y una recepción exitosa. Tras las dificultades con la reescritura de guiones en Scream 2, Scream 3 y Scream 4 a menudo con páginas que solo están listas el día de la filmación y el estrés relacionado de la situación, Craven declaró que necesitaría ver una versión finalizada de un guion para Scream (2022) antes de comprometerse con la producción. Williamson también confirmó que tenía obligaciones contractuales para los guiones de Scream 4 y Scream 5, habiendo presentado conceptos para tres películas previas a Scream 6, aunque su contrato para la sexta película aún no se había finalizado. Williamson indicó que si se hiciera un Scream (2022), sería una continuación de la historia de los personajes que vivieron Scream 4, pero que Scream 4 no incluiría ningún cliffhangers que condujera a la posible secuela.
Antes del lanzamiento de Scream 4, el actor David Arquette también apoyó un futuro potencial de la franquicia, afirmando que el final definitivamente lo deja abierto, antes de agregar que agradecería la oportunidad de interpretar al personaje de Dewey en futuras entregas. En mayo de 2011, el productor ejecutivo Harvey Weinstein confirmó que era posible una secuela, diciendo que a pesar de que Scream 4 se desempeñó por debajo de las expectativas financieras de The Weinstein Company, todavía estaba contento con su taquilla. En febrero de 2012, cuando se le preguntó sobre el potencial de hacer Scream (2022), Williamson dijo en ese momento que no sabía si se haría, diciendo No lo voy a hacer.
El 30 de septiembre de 2013, Harvey Weinstein expresó su interés en una quinta entrega, diciendo «Le ruego a Bob Weinstein que haga la película y simplemente la termine». En julio de 2014, Williamson expresó sus dudas sobre el lanzamiento de una quinta película, diciendo "Creo que Scream 4 nunca despegó de la forma que esperaban". También se refirió a su salida de la serie cuando Craven y su equipo «terminaron con él».  El 25 de junio de 2015, el diario Wall Street Journal realizó una entrevista con Bob Weinstein. Cuando se le preguntó sobre la posibilidad de una continuación de la película después de Scream 4, este negó firmemente la posibilidad de una quinta entrega o cualquier continuación de la franquicia cinematográfica, citando Las series de televisión de MTV como el lugar adecuado para que la franquicia encuentre una nueva vida. «Es como poner una película de arte en un teatro de arte», dijo Weinstein. «El lugar donde residen los adolescentes es MTV».
Tras el cierre de The Weinstein Company a raíz de numerosas acusaciones de conducta sexual inapropiada contra Harvey Weinstein, el destino de la franquicia Scream estaba en el limbo. A principios de 2019, comenzaron a circular informes de que Blumhouse Productions que se especializa en películas con temas de terror, estaba interesada en revivir la serie y que el director del estudio Jason Blum estaba trabajando para hacer que esas entregas de Scream sucedieran. Se confirmó que estos informes eran falsos. En noviembre de 2019, Spyglass Media Group adquirió los derechos para hacer un nuevo Scream. En ese momento se desconocía si sería una secuela, un reinicio o una nueva versión. También se desconocía si Williamson regresaría. El mes siguiente, se anunció que la película presentaría un nuevo elenco, pero posiblemente podría presentar apariciones de miembros anteriores del elenco principal. El 18 de noviembre de 2020, Kevin Williamson reveló que el título oficial de la película es Scream.

### Bettinelli-Olpin & Gillett y casting
En marzo de 2020, se anunció que Matt Bettinelli-Olpin y Tyler Gillett dirigirían la quinta entrega con Kevin Williamson como productor ejecutivo y que la película ya había entrado en desarrollo oficial con el rodaje previsto para comenzar en mayo de 2020. En mayo de 2020 se anunció que Neve Campbell estaba en conversaciones para repetir su papel de Sidney Prescott en la película.  Ese mismo mes se dijo que David Arquette volvería a interpretar su papel de Dewey Riley; James Vanderbilt y Guy Busick fueron anunciados como guionistas. También se confirmó que la producción de la película comenzaría a finales de ese año en Wilmington, Carolina del Norte cuando se establecieran los protocolos de seguridad para hacer frente a la pandemia de COVID-19.
En junio de 2020 Variety informó que la película iba a ser distribuida por Paramount Pictures y que inicialmente apuntaba a un estreno en 2021, que serían 25 años desde que se estrenó la primera película en 1996. Variety también señaló que aún no se sabía si Courteney Cox o Campbell o cualquier otro actor heredado que no sea Arquette, volverían a interpretar sus papeles. El 31 de julio de 2020, Cox publicó un video en su cuenta oficial de Instagram, confirmando su regreso a la franquicia para la quinta entrega. La noticia fue luego confirmada por varios otros medios.
En agosto de 2020 Melissa Barrera y Jenna Ortega fueron elegidas para papeles no revelados. En el mismo mes Paramount Pictures anunció que la película estaba programada para ser lanzada el 14 de enero de 2022, después de haber sido retrasada desde su lanzamiento tentativo original de 2021 debido a la pandemia de COVID-19. En el mes de septiembre Jack Quaid se unió al elenco en un papel no revelado. En el mismo mes se confirmó que Neve Campbell, Marley Shelton y Roger L. Jackson regresarían para repetir sus papeles con Dylan Minnette, Mason Gooding, Kyle Gallner, Jasmin Savoy Brown, Mikey Madison y Sonia Ben Ammar.

### Rodaje
La fotografía principal estaba originalmente programada para comenzar en Wilmington, Carolina del Norte en mayo de 2020, pero se retrasó debido a la pandemia de COVID-19, la filmación comenzó el 22 de septiembre de 2020 y tuvo lugar en varias avenidas en Wilmington, incluidas tomas exteriores de Williston Middle School y tomas interiores de Cardinal Lanes Shipyard y 10th Street (entre las calles Ann y Castle). La película recibió $ 7  millones en reembolsos por parte de la Oficina de Cine de Carolina del Norte. La filmación terminó el 17 de noviembre de 2020. En abril de 2021 se confirmó la existencia no solo de múltiples versiones del guion de la película, sino también de múltiples escenas filmadas, para evitar que se filtraran detalles de la historia real antes del estreno de la película. Durante la etapa de postproducción, Michel Aller se desempeñó como editor principal de la película. La postproducción de la película se completó el 7 de julio de 2021.

### Música
El 12 de mayo de 2021, se confirmó que Brian Tyler sería el compositor de la banda sonora de la película. Tyler había trabajado anteriormente con Matt Bettinelli-Olpin y Tyler Gillett en Ready or Not, y reemplazaría a Marco Beltrami, quien compuso las cuatro películas anteriores.

## Estreno
Scream fue estrenada el 14 de enero de 2022 por Paramount Pictures.

## Recepción

### Taquilla
Scream ha recaudado $81,6 millones de dólares en los Estados Unidos y Canadá y $56,1 millones en otros territorios del mundo, para un total mundial de $137,7 millones de dólares.
Fue estrenada el día 14 de enero de 2022 en alrededor de 50 países. Sus proyecciones para su debut de tres días doméstico (EE. UU. y Canadá) era de $30-35 millones y para el lunes, se proyectaban $35-45 millones, quedándose al final en $30 millones el domingo, y $33,9 el lunes, además desbancó a Spider-Man:No Way Home del trono de la taquilla. Sus principales mercados en el debut fuera del doméstico son: Reino Unido ($3,4 millones), Francia ($1,9 millones), Australia ($1,8 millones), México ($1,4 millones), Rusia ($1,3 millones), Brasil y Alemania ($1 millón) y finalmente España ($732 MIL). En su segunda semana, acúmulo $12,2 millones en EE. UU. y Canadá, para una caída del 59%. En su tercer fin de semana se estabilizó aún más recaudando $7,2 millones, para una caída del 40%. Su cuarto fin de semana fue de $4,7 millones, para una caída del 35%.

### Crítica
En el sitio de recopilación de críticas Rotten Tomatoes la cinta sostiene un 76% de aprobación basado en 281 críticas que son positivas, con una calificación promedio de 6.6/10. El consenso resume: "La quinta Scream encuentra a la franquicia esforzándose más duro que antes para mantener su ángulo meta – y triunfando a menudo sorprendentemente.
Michael Phillips de The Chicago Tribune escribió: "Sí fueramos hacer una comparación de reinicios en franquicias: Scream se queda a medio camino entre la muy buena Halloween de 2018 y la turgente secuela Halloween Kills." The Guardian le dio a la película 3 estrellas de 5 escribiendo; "pero aun es capaz de entregar algunos decibeles intensos." Wenlei Ma de News.com le dio una puntuación de 3 sobre 5 y sintió que "Scream 5 carece de la chispa que Bettinelli-Olpin y Gillett entregaron en su esfuerzo anterior. Scream 5 es ciertamente divertida e irreverente, pero hacia donde se inclina es lo verdaderamente aterrador." Escribiendo para The New York Times, Jeannette Catsoulis le dio una reseña negativa criticando el fan service en el prólogo que es "cansadamente repetitivo y totalmente libre de sustos, Scream principalmente nos enseña que plantar huevos de Pascua no es un sustituto de plantar ideas."
Las actuaciones del elenco fueron particularmente alabadas. Campbell fue aclamada por su actuación, y recibió notoriedad por su versión "fresca" en el papel de Prescott. The Hollywood Reporter escribió que "...  es un placer ver a Campbell de nuevo en forma mientras Sidney camina hacia Woodsboro para encargarse de asuntos inconclusos." Elle la revista nombró a Campbell la "reina reinante de Scream" y argumento que "Sídney podría no tener impacto en las personas de no ser por la actuación de Campbell, llena de vulnerabilidad, inteligencia, y una sabrosa dosis de humor."

### Premios
| Año  | Premio                                              | Categoría                        | Nominados                     | Resultado | Ref.   |
| ---- | --------------------------------------------------- | -------------------------------- | ----------------------------- | --------- | ------ |
| 2022 | Hollywood Critics Association Midseason Film Awards | Mejor película terror            | Scream                        | Nominada  | [ 63 ] |
| 2022 | MTV Movie & TV Awards                               | Mejor película                   | Scream                        | Ganadora  | [ 64 ] |
| 2022 | MTV Movie & TV Awards                               | Actuación más asustada           | Jenna Ortega                  | Nominada  | [ 64 ] |
| 2022 | Premios People's Choice                             | Mejor película dramática de 2022 | Scream                        | Nominada  | [ 65 ] |
| 2022 | The Queerties                                       | Mejor película de estudio        | Scream                        | Nominada  | [ 66 ] |
| 2022 | Premios Saturn                                      | Mejor película de terror         | Scream                        | Nominada  | [ 67 ] |
| 2022 | Premios Saturn                                      | Mejor guion                      | James Vanderbilt y Guy Busick | Nominados | [ 67 ] |

## Secuela
En enero de 2022, Neve Campbell y los directores del filme expresaron interés en realizar futuras películas en la serie. El 3 de febrero de 2022, una sexta cinta recibió luz verde, con el regreso del mismo equipo creativo. Courteney Cox confirmó su participación en marzo.
En mayo de 2022, se anunció que Melissa Barrera, Jasmin Savoy Brown, Mason Gooding, y Jenna Ortega también regresarían para la sexta película. Al día siguiente, también se anunció que Hayden Panettiere retomaría su papel de Kirby Reed de la cuarta cinta.
El 6 de junio, Neve Campbell anunció que no volvería para hacer su papel como Sidney en el sexto filme, comentando: «Sentí que la oferta que me presentaron no equivalía al valor que aporté a la franquicia», pero agregó: «A todos mis fanáticos de Scream, los amo. Siempre me han apoyado increíblemente. Estaré eternamente agradecids con ustedes y con lo que esta franquicia me ha brindado durante los últimos 25 años».
Scream VI se estrenó en cines de los Estados Unidos el 10 de marzo de 2023, distribuida por Paramount Pictures.